# Little Nahanni River
Little Nahanni River är ett vattendrag i Kanada.   Det ligger i territoriet Northwest Territories, i den centrala delen av landet, 3 800 km väster om huvudstaden Ottawa.
Trakten runt Little Nahanni River är nära nog obefolkad, med mindre än två invånare per kvadratkilometer.